# 今日女报
今日女报为中华人民共和国湖南省的报纸，按照该国国家报纸分类为妇女类，曾2次获得全国地方报纸管理百强先进单位称号，被同行称为“今日女报现象”。
报社总部设在长沙，主办单位是湖南省妇联，由今日女报社编辑出版。国内统一刊号CN43-0016，邮发代号41-7。报社旗下拥有出租车公司、广告公司、合资房地产公司和“她时代”公司。

## 历史
1952年报纸创刊。
1982年复刊。
1993年1月推出了月末版，面向北京等大中城市零售。除数十万订户外，报纸的零售量达到了26万份。
1998年获得第一届全国地方报纸管理百强先进单位称号。
2000年获得第二届全国地方报纸管理百强先进单位称号。
2004年广告收入为1300万，经营总收入3000多万。